# Albert Wiedmann
Albert Wiedmann (* 13. April 1901 in Magdeburg; † 19. September 1970 in Wien) war ein österreichischer Dermatologe.

## Leben
Albert Wiedmann zog als Kind mit seiner Familie von Magdeburg nach St. Pölten, wo sein Vater 1914 die Leitung der Maschinenfabrik Voith übernahm. Er besuchte Schulen in St. Pölten und studierte an der Universität Wien Naturwissenschaften und Medizin. Nach der Promotion 1928 war er als Hilfsarzt, später als Assistent an der II. Hautklinik tätig und habilitierte sich 1936 für Dermatologie. Im selben Jahr wurde er Primarius am Rainerspital. 
Mit Beginn des Zweiten Weltkriegs 1939 diente Wiedmann zunächst beim Militär und leitete danach ein Lazarett im Rainerspital, wobei er Kontakte zu einer Widerstandsgruppe in der Heeresstreife Wien knüpfte. Er wurde verraten und im Dezember 1944 von der Gestapo verhaftet. Im März 1945 verurteilte ihn der Volksgerichtshof wegen Hochverrat und „Zersetzung der Wehrmacht“ zum Tode. Zur Vollstreckung des Urteils kam es jedoch nicht, da Wiedmann mit Diphtherie in ein Lazarett verlegt wurde und bald darauf das NS-Regime endete.
Nach dem Zweiten Weltkrieg war Wiedmann wesentlich am Wiederaufbau der II. Hautklinik beteiligt und wurde deren Vorstand. Im November 1945 wurde er zum Titularprofessor, 1947 zum außerordentlichen Professor ernannt. Ab 1950 war er ordentlicher Professor für Haut- und Geschlechtskrankheiten. Er forschte unter anderem zur Penicillin-Monotherapie der Syphilis, zum varikösen Symptomenkomplex und zu allergologischen und immundermatologischen Fragen.
Wiedmann engagierte sich außerdem bei der Wiedereröffnung der 1938 aufgelösten Gesellschaft der Ärzte in Wien, deren 1. Sekretär er von 1945 bis 1955 war. In den Jahren 1955/1956, 1961, 1963, 1967 sowie 1970 war er Präsident der Österreichischen Gesellschaft für Dermatologie und Venerologie.

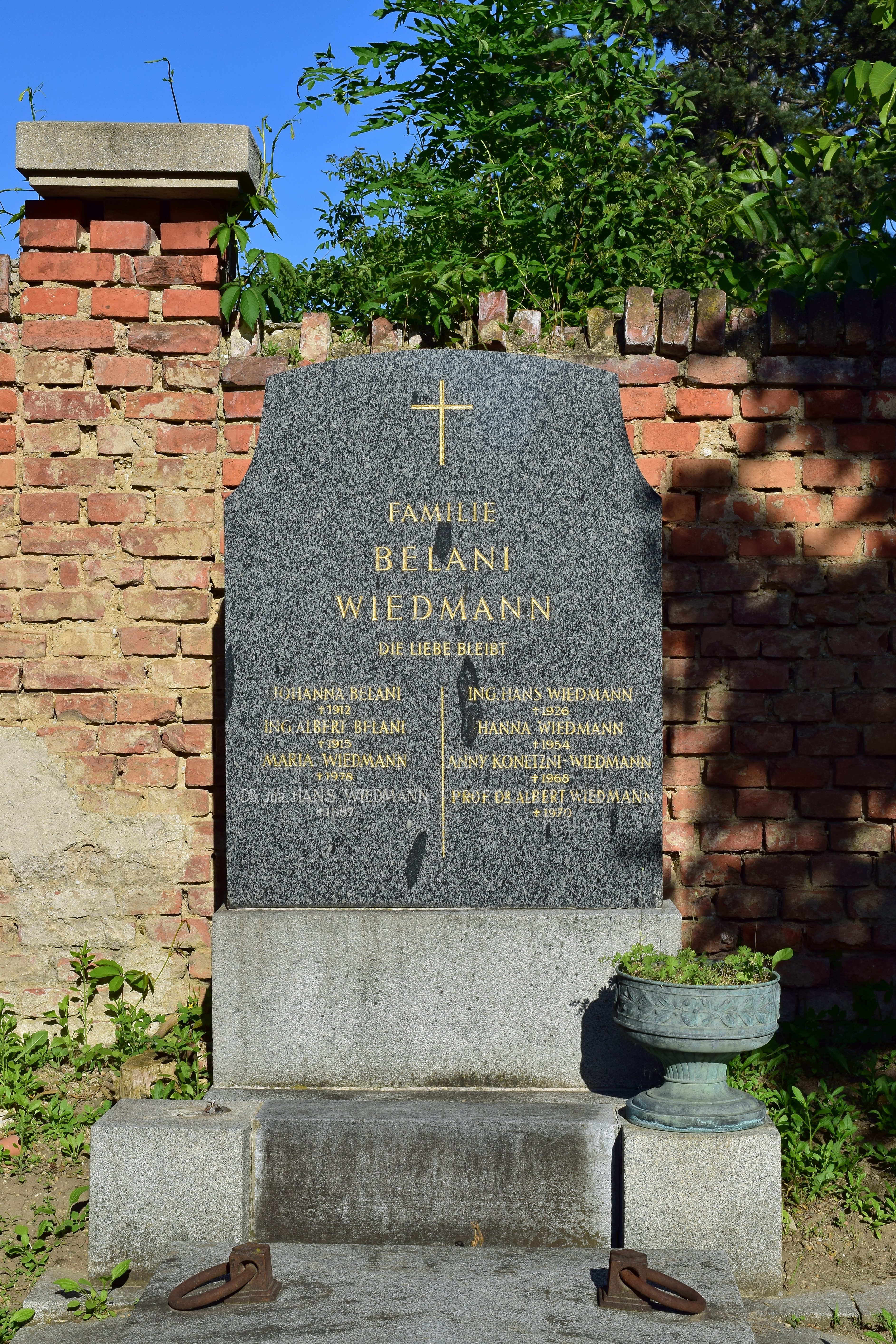
Grabstätte von Wiedmann am Wiener Zentralfriedhof

1970 starb Wiedmann kurz vor seiner Emeritierung an einer Herzerkrankung. Er wurde in einem ehrenhalber gewidmeten Grab im evangelischen Friedhof des Wiener Zentralfriedhofs beigesetzt.
Wiedmann war seit 1941 mit der Opernsängerin Anny Konetzni verheiratet. Er hatte eine Tochter und zwei Söhne.

## Ehrungen
1964 wurde er zum Mitglied der Deutschen Akademie der Naturforscher Leopoldina gewählt.

## Auszeichnungen
- 1967 Wissenschaftspreis des Landes Niederösterreich